# Rovi Corporation
Rovi Corporation, poprzednio Macrovision Solutions Corporation, Macrovision – amerykańskie przedsiębiorstwo specjalizujące się w licencjonowaniu oprogramowania oraz jego zabezpieczaniu przed kopiowaniem.

## Historia
Firma została założona w 1983 roku. Pierwszym produktem, jaki został zakodowany z technologią Macrovision, był film Francisa Forda Coppoli – The Cotton Club wydany w 1985. Do końca lat 80, większość ważniejszych Hollywoodzkich studiów korzystała z usług Macrovision. W późniejszym czasie, przedsiębiorstwo rozszerzyło swoją ofertę o odtwarzacze DVD, kamery cyfrowe. Oferowało także zabezpieczanie dla danych cyfrowych, takich jak gry komputerowe czy muzyka.
7 grudnia 2008 roku Macrovision zakupiło Gemstar-TV Guide za kwotę 2,8 miliarda dolarów.
W lipcu 2009 roku przedsiębiorstwo zmieniło nazwę na Rovi Corporation.

## Oferta
- TryMedia – serwis umożliwiający pobieranie gier wideo
- InstallShield, InstallAnywhere, FLEXnet – programy dla deweloperów
- RipGuard – technologia mająca służyć do ochrony danych DVD przed kopiowaniem
- SafeDisc – zabezpieczenie przed kopiowaniem płyt CD oraz DVD
- DRM – zabezpieczanie kaset VHS przed kopiowaniem